# Damiána
A damiána (Turnera diffusa) a golgotavirág-félék (Passifloraceae) családjába tartozó növényfaj.

## Elterjedése
Közép-Amerikában a trópusi és szubtrópusi területeken őshonos (pl. Mexikóban, a Karib-tenger szigetein). Texas déli részén is megtalálható, de ott ritka: a száraz, bozótos (chaparrallal fedett) domboldalakon fordul elő a Rio Grande Plains nyugati részén (rendszerint a Rio Grande folyó mentén).

## Megjelenése
Illatos, kis termetű cserje, ami akár a 2 m-es magasságot is elérheti, de rendszerint ennél sokkal alacsonyabb. Levelei egyszerűek, a száron váltakozó állásúak vagy csomókban csoportosulnak; a levéllemezek alakja hosszúkás-elliptikus vagy elliptikus-visszás lándzsás, a levélszél durván fogas. A levéllemez a színén kopasz és világos olajzöld színű, a fonákán apró szőröktől molyhos és fehéres árnyalatú. A trópusokon és a szubtrópusokon egész évben virágzik; virágai sárgák. Termése kis méretű, háromrekeszű toktermés, magvai íveltek.

## Felhasználása
Gyógynövény: drogja a levele (Damianae folium = Turnerae diffusae folium) és leveles szára (Turnerae diffusae herba). Drogjában 0,5–0,9% illóolaj (1,8-cineol, pinének, p-cimol, timol, kopaen, kadinen, kalamenen), közel 3,5% cserzőanyag, gumianyag, gyanta, keményítő és főleg a levélben arbutin (0,7%) található. Vizelethajtásra (diuretikum), húgyutak fertőtlenítésére (dezinficiens), élénkítő szerként (stimuláns), emésztést segítő szerként (tonikum), enyhe hashajtóként (purgativum) és afrodiziákumként használják. A homeopátiában is alkalmazzák.
Ugyancsak szárított levelét és leveles szárát használják fel mexikói likőrök, mint a közel 150 éves Agavero, és az újabb Guaycura Liqueur de Damiana ízesítéséhez.